# والي وينغيرت
والي وينغيرت (بالإنجليزية: Wally Wingert)‏ (6 مايو 1961) ممثل ومؤدي أصوات أمريكي .

## روابط خارجية
- الموقع الرسمي
- والي وينغيرت على موقع IMDb (الإنجليزية)
- والي وينغيرت على موقع ألو سيني (الفرنسية)
- والي وينغيرت على موقع ميوزك برينز (الإنجليزية)
- والي وينغيرت على موقع أول موفي (الإنجليزية)
- والي وينغيرت على موقع قاعدة بيانات الفيلم (الإنجليزية)
- والي وينغيرت على موقع كينوبويسك (الروسية)
- والي وينغيرت على موقع ANN person (الإنجليزية)
- والي وينغيرت  في شبكة أخبار الأنمي